# Kumba (Busch Gardens Tampa)
Pour les articles homonymes, voir Kumba.
Kumba sont des montagnes russes assises du parc Busch Gardens Tampa, situé à Tampa, en Floride, aux États-Unis. Construites en 1993, elles sont hautes de 44 m et ont une vitesse maximale de 96,56 km/h. Kumba est l’une des premières montagnes russes à multiples inversions (comprenant 6 inversions ou plus) créées par Bolliger & Mabillard, comportant le tout premier looping plongeant & le tire-bouchon entrelacé de B&M. L’attraction a 7 inversions, qui sont dans l’ordre : 
- un looping vertical de 35 mètres de hauteur
- le premier looping plongeant du monde
- un Zero-G roll
- un Cobra Roll (deux inversions)
- deux tire-bouchons entrelacés

Kumba était le parcours de montagnes russes avec le plus d’inversions de toutes les attractions de B&M jusqu’à l’ouverture de Dragon Khan, à Port Aventura en 1995.

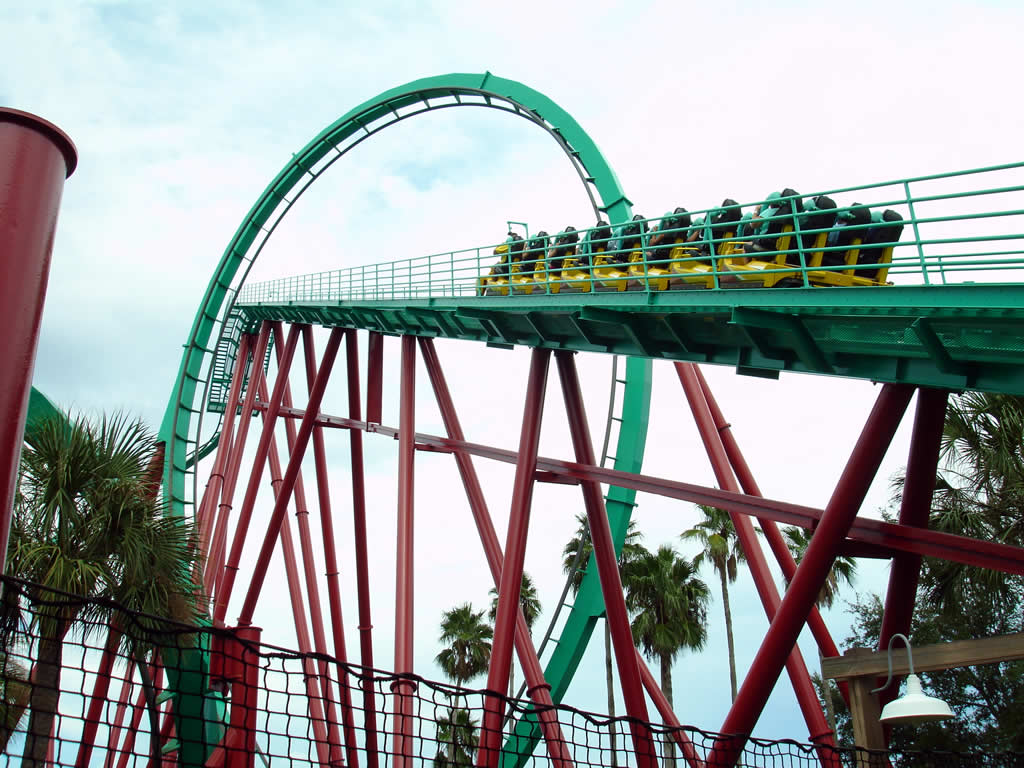
Le lift et le looping vertical.

## Le circuit
À la sortie de la station d’embarquement, le train complète un virage à 90° pour monter le lift hill haut de 44 m. Au sommet, les 32 passagers passent sur la pré-descente (créée par B&M, pour éviter la forte tension de la chaîne du lift quand l’avant du train se trouve dans la descente) avant d’entamer une chute de 41 m vers la gauche, suivi aussitôt un looping vertical d’une hauteur de 35 m avec le lift en son milieu. S’ensuit le looping plongeant dont B&M sont les pionniers & le zero-G roll avant de plonger vers le sol. Après avoir traversé une petite section de rail et une petite bosse provoquant un airtime, le train monte dans le Cobra Roll où les passagers se retrouvent deux fois la tête à l’envers. Une passerelle croise l’entrée & la sortie du Cobra Roll, suivit des freins de mi-parcours.
La seconde partie du circuit de Kumba commence par une paire de tire-bouchons entrelacés. La fin se conclut avec un hélix avant que le train soit ralenti par les freins de fin de parcours.

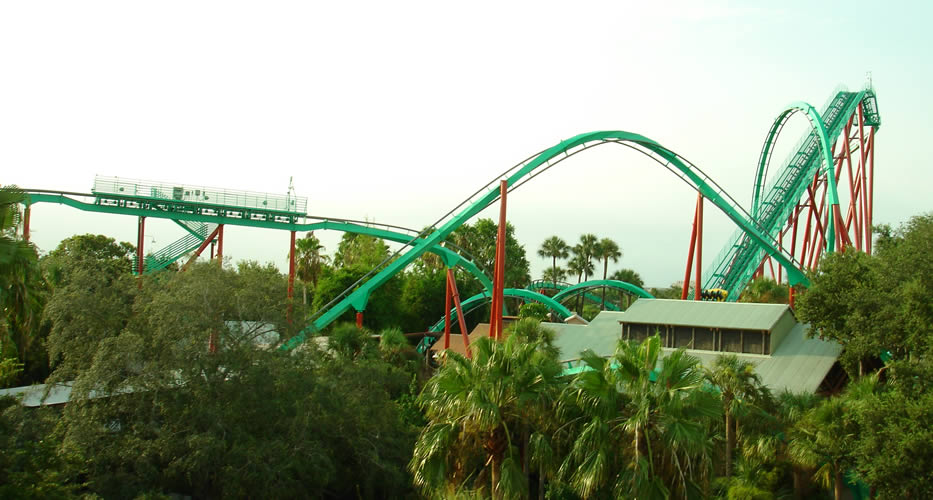
Vue générale du parcours.

## Le nom Kumba
« Kumba » signifie « rugir » en langue kikongo (République démocratique du Congo, Afrique). Les montagnes russes produisent ce son quand les trains les parcourent à plein régime. Aucune information n’a été communiquée s’il s’agit d’une coïncidence ou d’une stratégie d’appeler cette attraction ainsi. Similaire à d’autres montagnes russes B&M, les rails se composent d’une colonne vide en forme de boîte & de rails connus pour provoquer un son « rugissant ».

## Statistiques
- Capacité : 1 700 personnes par heure
- Force g : 3.8 g
- Trains : 4 trains de 8 wagons. Les passagers sont placés par 4 de front par wagon pour un total de 32 passagers par train. Bien que Kumba ait 4 train, seuls 3 peuvent fonctionner simultanément. Le quatrième train existe pour que l'attraction puisse fonctionner au maximum de sa capacité même lorsqu'un train est en réparation.

## Drachen Fire
Initialement, Kumba faisait partie d’un projet de deux montagnes russes pour Busch Gardens Entertainment. La compagnie a contracté B&M pour construire deux montagnes russes du même modèle dans leurs parcs, un à Busch Gardens Tampa (Kumba) et l’autre à Busch Gardens Williamsburg (à Williamsburg en Virginie). B&M, une jeune compagnie à l’époque, ne pouvait construire qu’une attraction à la fois & a choisi d’abord de délivrer Busch Gardens Tampa. Busch Gardens Europe, compréhensif, a donc fait appel à Arrow Dynamics. En 1992, un an avant que Kumba n’ouvrit dans l’autre parc, Busch Gardens Williamsburg a révélé la création d’Arrow Dynamics, Drachen Fire, qui a du fermer en 1998 et démolit en 2002.
Quand l’attraction a ouvert, Kumba détenait le record des montagnes russes les plus longues de la Floride, jusqu’en 1996, quand B&M a construit dans le même parc Montu.

## Awards
| Classement | 7 | 13 | - | 22 | 22 | 22 | 21 | 21 | 27 | 27 | 24 | 31 |

| Classement | 7 | 21 | 27 | 26 | 39 | 24 | 21 | 18 | 24 | 28 | 34 |